# Torpeda TEST-71ME-NK
TEST-71ME-NK (ros. ТЕСТ-71МЕ-НК) – rosyjska torpeda elektryczna. Przeznaczona do zwalczania okrętów nawodnych i podwodnych. Głowica samonaprawadzająca torpedy pozwala samodzielnie naprowadzić się na cel odległy o 1500 m, przy strzelaniu na większe odległości torpeda jest początkowo kierowana przewodowo. Nosicielami jej mogą być okręty zarówno podwodne jak i nawodne.

## Dane techniczno-taktyczne
- Kaliber: 533,4 mm
- Długość: 7930 mm
- Masa: 1750 kg
- Masa materiału wybuchowego: 240 kg
- Zasięg: do 20 km
- Prędkość: 26 lub 38,5 węzłów